# 鄭永常
鄭永常（英語：Wing-Sheung Cheng，1952年—），生於英屬香港，持香港永久性居民身份和中華民國國籍。香港及臺灣歷史學家，專長於東南亞史與中國航海貿易史，任職國立成功大學歷史學系兼任教授、香港新亞研究所榮譽教授。

## 簡介
鄭永常其學歷為香港能仁書院（私立能仁學院）文史系文學學士、香港能仁書院（私立能仁學院）中國文史研究所文學碩士、香港新亞研究所史學博士
和持香港羅富國教育學院中文非學位教師教育文憑。專研中越關係史、明史 、東南亞華人史 、東南亞史 、中國海貿史。
鄭永常曾任新亞研究所博士後研究員、新亞研究所副教授、國立成功大學歷史學系副教授(1993.8-2000.7)、國立成功大學歷史學系教授(2000.8-2017.7)、國立暨南國際大學東南亞研究所兼任教授(2002.8-2004.7)、國立成功大學人文社會科學中心合聘研究員(2013.2-2013.7) 。

## 著作
一、論文
- 1993，＜論明成祖出兵安南及郡縣其地的問題＞，國立成功大學歷史學報，第19 號。
- 1994，＜明嘉靖年間(1522-1542)中國對安南莫氏政權的處理政策＞，新亞學報，第17號，香港新亞研究所。
- 1994，＜論明宣宗棄守安南＞，國立成功大學歷史學報，第20 號。
- 1996，＜論清乾隆安南之役：現實與道義之間＞，國立成功大學歷史學報，第22 號。
- 1999，＜晚明(1600-1644)荷船叩關與中國之應變＞，國立成功大學歷史學報，第25 號。
- 2003，＜明太祖朝貢貿易體制的建構與挫折＞，《新亞學報》，第22號。
- 2003，＜越法＜壬戌和約＞簽訂與修約談判，1860-1867＞，《成大歷史學報》，第27號。
- 2004，＜鄭和下西洋年表＞，《鄭和研究與活動簡訊》，第17期。
- 2004，＜明初使者下西洋次數研究＞，《鄭和研究與活動簡訊》，第18期。
- 2004，＜論鄭和血戰陳祖義＞，《鄭和研究與活動簡訊》，第20期。
- 2004，＜越南阮朝嗣德帝的外交困境，1868-1880＞，《成大歷史學報》，第28號。
- 2005，＜鄭和下西洋的外府：滿剌加＞，《鄭和研究與活動簡訊》，第21期。

二、專書
- 1987，《漢文文學在安南的興替》，台北：臺灣商務印書館出版。
- 1998，《征戰與棄守：明代中越關係研究》，台南：國立成功大學出版組出版。
- 2001，〈明正德年間(1506-1521)廣州海口貿易與抽分制度的演變〉，收入《薪火集：傳統與近代變遷中的中國經濟－全漢昇教授九秩榮慶祝壽論文集》，台北：稻香出版社。
- 2004 ，《來自海洋的挑戰：明代海貿政策演變研究》，台北：稻鄉出版社。 [3]
- 2019，《越南史：堅毅不屈的半島之龍》，台北：三民書局。

## 外部連結
- 國立成功大學歷史學系：鄭永常